# Мирошниченко, Анатолий Кузьмич
Анатолий Кузьмич Мирошниченко (10 сентября 1921, Константиновка, Донецкая губерния — 23 октября 1943, Переяслав-Хмельницкий район, Киевская область) — командир батареи 152-миллиметровых пушек 24-й гвардейской отдельной тяжёлой пушечной артиллерийской бригады Резерва Главного Командования Красной Армии Воронежского фронта, гвардии старший лейтенант.

## Биография
Родился 10 сентября 1921 года в городе Константиновка ныне Донецкой области Украины. В Красной Армии с 1940 года. Участник Великой Отечественной войны с мая 1942 года. Окончил артиллерийское училище.
15 декабря 1942 года при прорыве обороны противника в районе Новой Калитвы Анатолий Мирошниченко обеспечил полк отличной связью, хорошо организовал наблюдение и огонь артиллерии. В феврале 1943 года батарея Мирошниченко в составе дивизиона после сильной артиллерийской подготовки первой вступила в Харьков. В числе первых 12 октября 1943 года преодолел реку Днепр в районе села Великий Букрин Мироновского района Киевской области Украины.
24 декабря 1943 года за образцовое выполнение боевых заданий командования и проявленные при этом мужество и героизм гвардии старшему лейтенанту Мирошниченко Анатолию Кузьмичу присвоено звание Героя Советского Союза.
В боях на Букринском плацдарме был тяжело ранен и 23 октября 1943 года от полученных ранений скончался в передвижном полевом госпитале № 4161.